# Гарнер (Арканзас)
Гарнер (енгл. Garner) град је у америчкој савезној држави Арканзас.

## Демографија
По попису из 2010. године број становника је 284, што је 0 (0,0%) становника више него 2000. године.
| Група             | 2000.       | 2010.       |
| Белци             | 270 (95,1%) | 221 (77,8%) |
| Афроамериканци    | 3 (1,1%)    | 2 (0,7%)    |
| Азијати           | 0 (0,0%)    | 1 (0,4%)    |
| Хиспаноамериканци | 3 (1,1%)    | 50 (17,6%)  |
| Укупно            | 284         | 284         |